# Liste der Bodendenkmale in Großdubrau
In der Liste der Bodendenkmale in Großdubrau sind die Bodendenkmale der Gemeinde Großdubrau und ihrer Ortsteile nach dem Stand der Auflistung von Harald Quietzsch und Heinz Jacob aus dem Jahr 1982 aufgelistet. Eventuelle Änderungen und Ergänzungen, insbesondere aus der Zeit nach der Wende, sind nicht berücksichtigt, da für Sachsen aktuell keine neueren allgemein zugänglichen Bodendenkmallisten vorliegen. Die Baudenkmale sind in der Liste der Kulturdenkmale in Großdubrau aufgeführt.
| Denkmal-ID | Fundart            | Ortsteil   | Bezeichnung                | Zeitstellung    | Lage                                                        | Bemerkungen                                                                                        | Bild |
| ---------- | ------------------ | ---------- | -------------------------- | --------------- | ----------------------------------------------------------- | -------------------------------------------------------------------------------------------------- | ---- |
| ?          | besonderer Stein   | Dahlowitz  | Steinkreuz                 | Spätmittelalter | westlicher Ortsrand, südöstlich an der Straße nach Quatitz  | Schutz seit 25. August 1971                                                                        |      |
| ?          | besonderer Stein   | Göbeln     | Steinkreuz                 | Spätmittelalter | nordnordöstlich des Orts, Wegdreieck am Weg nach Halbendorf | Schwerteinzeichnung, Schutz seit 30. Juni 1978                                                     |      |
| ?          | Befestigung > Burg | Großdubrau | Wasserburg „Altes Schloss“ | Mittelalter     | östlicher Ortsrand, Bachaue                                 | Turmhügel mit umlaufendem Graben, Schutz seit 1. November 1935, erneuert 1. Dezember 1958          |      |
| ?          | Befestigung > Burg | Kauppa     | Wasserburg                 | Mittelalter     | östlicher Ortsrand, östlich des Guts                        | überbaut, weiträumiger umfassender Graben, Schutz seit 13. Februar 1936, erneuert 1. Dezember 1958 |      |
| ?          | Befestigung > Burg | Sdier      | Wasserburg                 | Mittelalter     | im Ort, Pfarramt                                            | überbaut, Graben auf der Ostseite trockengelegt, Schutz seit 1938, erneuert 20. Mai 1971           |      |